# 4108-as busz
A 4108-as jelzésű autóbuszvonal Rudabánya és Perkupa között húzódó helyközi vonal, amelyet a Volánbusz Zrt. üzemeltet Kánó és Szőlősardó érintésével.

## Útvonala
Rudabánya központi fürdőtől indul. A 2609-es mellékúton indul el északi irányban, másfél kilométeren belül hagyja el a kisvárost. Első település a dombon túl Felsőtelekes, majd az esetek felében Alsótelekes zsákfaluba is kitérnek indításai. A vonal 8. kilométerén az iskolai egy pár járaton és egy hétköznapin kívül Kánó községet kiszolgálják, azt követően sok esetben Égerszöget. Az Aggtelek–rudabányai-hegyvidékre különösképp jellemző, hogy zsákfalvakkal teli, a vonal meghatározó szerepet tölt be a környéken, hiszen ezen kívül a 4123-as nyújt összeköttetést Perkupa és Égerszög között; a 4080-as Kánó és Kazincbarcika között; a 4095-ös Kánó és Rudabánya között mind-mind alacsony indításszámmal. Teresztenye csak ellentétes irányból közelíthető meg autóbusszal. Útját a 26 109-es mellékúton folytatja Szőlősardón keresztül, mindössze a Telekes-patakkal és az Ördöggáttól nem messze párhuzamosan futó szakasz választja őt el a 27-es főúttól, melyen Perkupát, a vonal végét éri el. A 94-es vasútvonalon található Perkupa megállóhelynél végállomásozik.

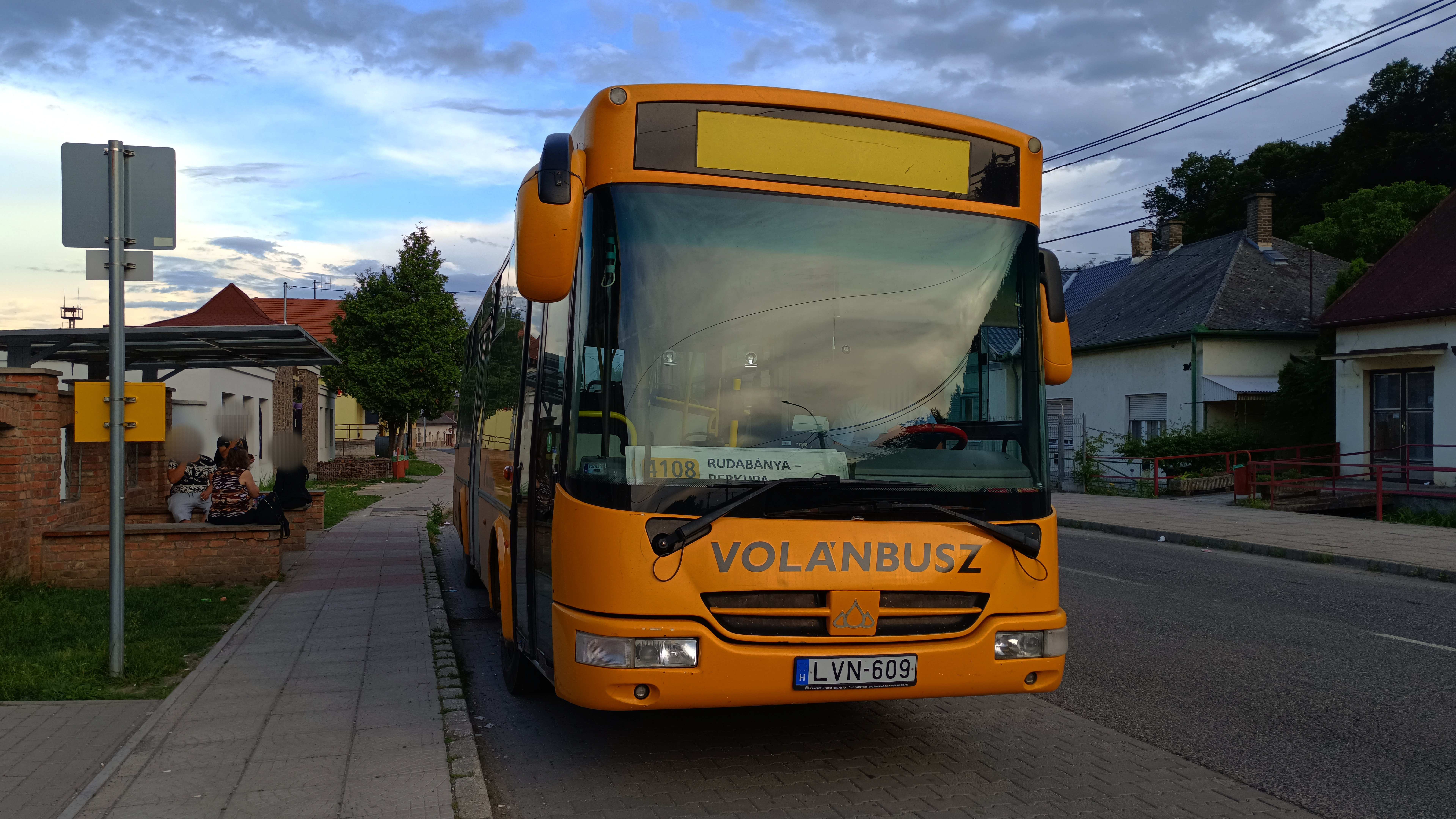
Teljes vonalon közlekedő forda

Ellentétes irányban útvonala változatlan.

## Közlekedése
Indításszáma átlagos, de csak munkanapokon és szabadnapokon közlekedik, a két végállomást alig néhány szóló köti össze.
| Viszonylat                                  | Indításszám     | Közlekedési rend          |
| ------------------------------------------- | --------------- | ------------------------- |
| Rudabánya, központi fürdő ➝ Égerszög, isk.  | 1 oda           | munkanapokon              |
| Rudabánya, központi fürdő – Szőlősardó, kh. | 1 pár           | munkanapokon              |
| Rudabánya, központi fürdő – Szőlősardó, kh. | 1 oda           | szabadnapokon             |
| Rudabánya, központi fürdő – Perkupa vmh.    | 1 oda, 2 vissza | tanítási napokon          |
| Rudabánya, központi fürdő – Perkupa vmh.    | 1 vissza        | tanszünetben munkanapokon |
| Rudabánya, központi fürdő – Perkupa vmh.    | 1 vissza        | szabadnapokon             |
| Kánó, kh. ➝ Égerszög, isk.                  | 1 oda           | munkanapokon              |
| Kánó, kh. – Szőlősardó, kh.                 | 1 vissza        | tanítási napokon          |
| Kánó, kh. – Szőlősardó, kh.                 | 1 oda, 2 vissza | tanszünetben munkanapokon |
| Kánó, kh. – Szőlősardó, kh.                 | 1 pár           | szabadnapokon             |
| Égerszög, isk. – Perkupa vmh.               | 1 pár           | munkanapokon              |

## Megállóhelyei
| 0                                                                                         | Rudabánya, központi fürdő végállomás        | 0.0 km  | 3769, 4080, 4081, 4082, 4083, 4084, 4095, 4120                              |
| 1                                                                                         | Rudabánya, Gvadányi-szobor                  | 1.0 km  | 4080, 4095                                                                  |
| 2                                                                                         | Felsőtelekes, orvosi rendelő                | 4.5 km  | 4080, 4095                                                                  |
| 3                                                                                         | Felsőtelekes, kánói elágazás                | 4.9 km  | 4080, 4095                                                                  |
| Munkanapokon 3; szabadnapokon 2 alkalommal érintett.                                      |                                             |         |                                                                             |
| ∫                                                                                         | Felsőtelekes, Fő utca 2.                    | ∫       | 4080, 4095                                                                  |
| ∫                                                                                         | Alsótelekes, italbolt                       | ∫       | 4080, 4095                                                                  |
| ∫                                                                                         | Felsőtelekes, Fő utca 2.                    | ∫       | 4080, 4095                                                                  |
| 3                                                                                         | Felsőtelekes, kánói elágazás                | 4.9 km  | 4080, 4095                                                                  |
| 4                                                                                         | Felsőtelekes, iskola                        | 5.3 km  | 4080, 4095                                                                  |
| Tanítási napokon 3; tanszünetben munkanapokon 2 alkalommal nem érintett.                  |                                             |         |                                                                             |
| 5                                                                                         | Kánó, Kossuth utca 42.                      | 8.4 km  | 4080, 4095                                                                  |
| 6                                                                                         | Kánó, községháza vonalközi végállomás       | 9.0 km  | 4080, 4095                                                                  |
| 7                                                                                         | Kánó, Kossuth utca 42.                      | 9.6 km  | 4080, 4095                                                                  |
|                                                                                           | Kánói elágazás                              | 11.3 km |                                                                             |
| Tanítási napokon 1; tanszünetben munkanapokon 2; szabadnapokon 3 alkalommal nem érintett. |                                             |         |                                                                             |
| 8                                                                                         | Égerszög, iskola vonalközi végállomás       | 13.4 km | 4123                                                                        |
| 9                                                                                         | Teresztenyei elágazás                       | 15.9 km | 4123                                                                        |
| Tanítási napokon 2; tanszünetben munkanapokon 1; szabadnapokon 1 alkalommal érintett.     |                                             |         |                                                                             |
| ∫                                                                                         | Teresztenye, Kossuth utca 7.                | ∫       | 4123                                                                        |
| 9                                                                                         | Teresztenyei elágazás                       | 15.9 km | 4123                                                                        |
| 10                                                                                        | Szőlősardó, Széchenyi utca 55.              | 16.6 km | 4123                                                                        |
| 11                                                                                        | Szőlősardó, községháza vonalközi végállomás | 17.1 km | 4123                                                                        |
| 12                                                                                        | Égervölgye ifjúsági tábor                   | 21.2 km | 4123                                                                        |
| 13                                                                                        | Perkupa, községháza                         | 25.2 km | 3703, 3704, 3707, 4081, 4084, 4123, 4132, 4136                              |
| 14                                                                                        | Perkupa, vasúti megállóhely végállomás      | 25.4 km | 3703, 3704, 3707, 4081, 4084, 4123, 4132, 4136 személyvonat – Perkupa [94.] |